# Tamburaški orkestar "Krsto Odak"
Tamburaški orkestar "Krsto Odak" sastav je iz Drniša, osnovan 1975. godine.

## Povijest
Počeci organiziranog glazbenog života u gradu Drnišu datiraju još iz 1864., godine.
Prema pisanim dokumentima, na ovom području prvi tamburaški orkestar sastavljen od činovnika osnovan je 1897., godine. Nekoliko godina kasnije u rudarskom mjestu Siverić (udaljenog 2 kilometra od Drniša) osniva se još jedan tamburaški orkestar. Ta su tamburaška društva djelovala sve do nekoliko godina prije  II. svjetskog rata.
Današnji tamburaški orkestar "Krsto Odak" djeluje kontinuirano od 15.listopada 1975., godine. Jednogodišnji prekid nastaje za vrijeme domovinskog rata kada je Drniš okupiran - instrumenti, oprema i dokumentacija su spaljeni, a svi članovi otišli u višegodišnje progonstvo. 
Kroz cijelo vrijeme djelovanja orkestra je dirigentica profesorica Milka Tomić.
Danas orkestar ima oko 30 članova tamburaša koji redovito nastupaju na Festivalu hrvatske tamburaške glazbe u Osijeku.

## Rezultati
Tamburaški orkestar je gotovo svake godine na samom vrhu hrvatske tamburaške glazbe. Prije Domovinskog rata je također bio na samom vrhu te je osvajao brojne nagrade.
Nagrade koje je osvojio u zadnjih 12 godina su 11 zlatnih i 2 srebrene plakete "Pajo Kolarić", nagrade za najbolje izvedene praizvedbe, plaketu "Dr.Josip Andrić" od Društva hrvatskih skladatelja te prestižnu nagradu "Tambura Paje Kolarića".
Dirigentica profesorica Milka Tomić dobiva 2007., godine nagradu "Zlatna tamburica" za uspješan rad i 30 godina rada na odgoju i obrazovanju tamburaša. Kroz 30 godina kroz orkestar je prošlo preko 300 tamburaša iz Drniša.

## Vanjske poveznice
http://www.radiodrnis.hr/jm/index.php?option=com_content&view=article&id=2331%3Adeseta-zlatna-plaketa-drnikih-tamburaa&catid=1%3Anovosti  Arhivirana inačica izvorne stranice od 5. ožujka 2016. (Wayback Machine)
http://www.radiodrnis.hr/jm/index.php?option=com_content&view=article&id=385:drniki-tamburaki-orkestar-osvojio-osmo-zlato-za-redom&catid=3:kultura  Arhivirana inačica izvorne stranice od 16. lipnja 2010. (Wayback Machine)
http://www.radiodrnis.hr/jm/index.php?option=com_content&view=article&id=674&catid=1  Arhivirana inačica izvorne stranice od 5. ožujka 2016. (Wayback Machine)
http://dernis.info/aktualnosti/kultura/uz-novi-uspjeh-drniskih-tamburasa-cestitamo.html
http://www.drnis.hr/drnis/index.asp?dID=87%5Bneaktivna+poveznica%5D
http://www.jutarnji.hr/s-ratnom-tamburicom-u-ruci-rastu-dobri-ljudi/180233/  Arhivirana inačica izvorne stranice od 7. ožujka 2016. (Wayback Machine)